# Église Saint-Jacques de Lübeck
 (mars 2021).
L'église Saint-Jacques (Jakobikirche) est l'une des cinq églises principales luthériennes de la vieille ville de Lübeck en Allemagne. Elle est consacrée en 1334 pour les marins et les pêcheurs, dont l'édifice de la compagnie des marins (Schiffergesellschaft) se trouve à proximité. L'église est placée sous le patronage de Jacques de Zébédée et elle se trouve au début du chemin de Compostelle qui part de Lübeck, de même que l'hospice du Saint-Esprit à côté et l'hôtel Sainte-Gertrude (de) pour les pèlerins. Elle est passée à la Réforme protestante au XVIe siècle.
Depuis septembre 2007, la chapelle de la tour nord est consacrée au souvenir des victimes civiles des naufrages, pour le cinquantenaire de l'anniversaire du naufrage du Pamir.

## Architecture

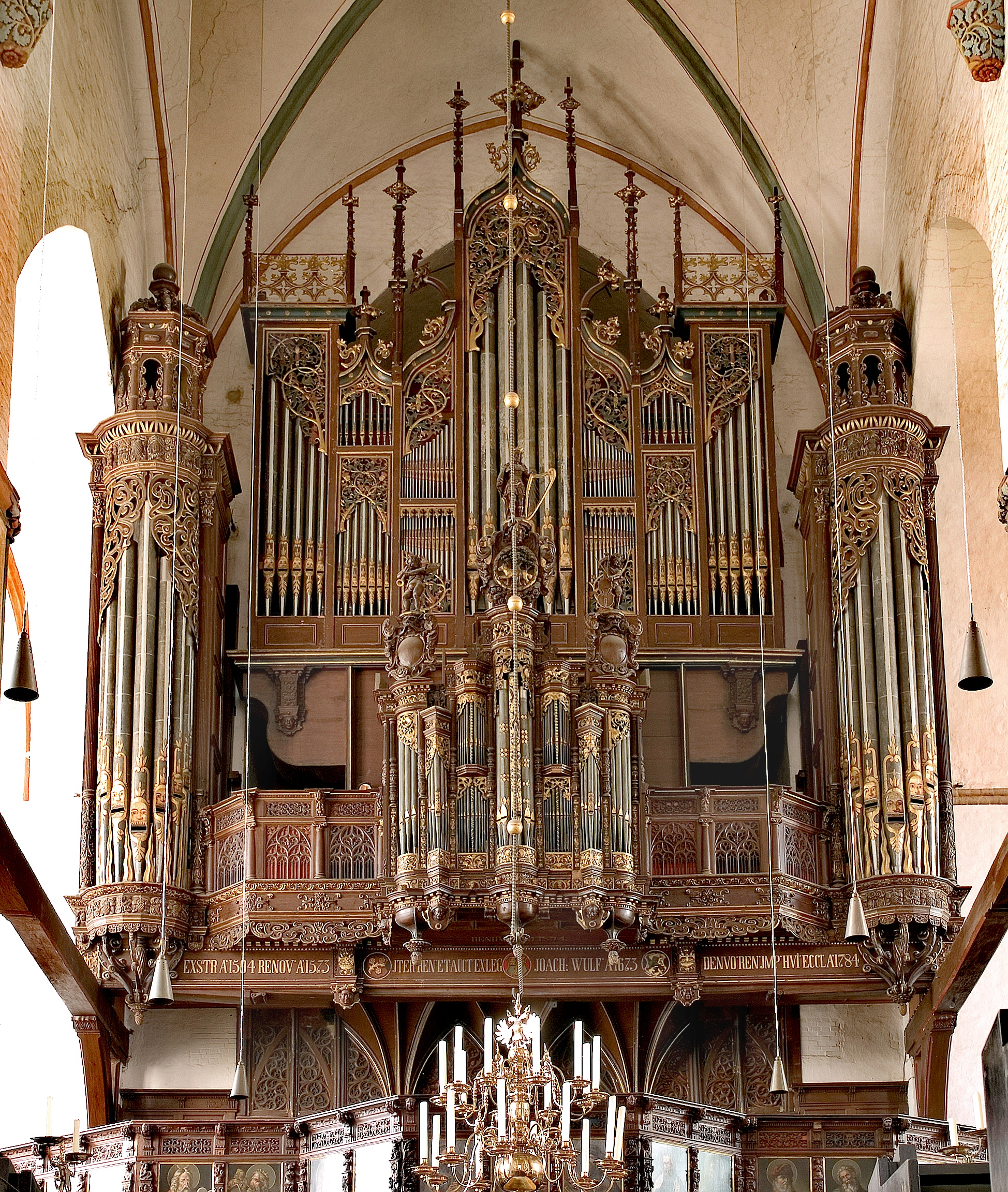
Vue de l'orgue du mur occidental

L'église, qui se trouve place Kolberg, commence à être construite en 1300 en remplacement d'une ancienne église romane consacrée en 1227 et détruite par un incendie en 1276. Elle possède un plan d'église halle à trois nefs. Construite en briques, elle est d'architecture gothique typique des églises du nord de l'Allemagne et de la Baltique. Elle possède cinq travées et trois nefs et se termine à l'orient par un chœur. Les murs du vaisseau central s'élèvent à cinq mètres au-dessus des côtés. Le clocher a changé plusieurs fois d'apparence, le haut de la tour s'étant par exemple effondré sur l'hospice du Saint-Esprit en 1375. Le clocher actuel, dont le haut date de 1657-1658, est surplombé d'une flèche ressemblant à celles de l'église Sainte-Marie. Huit boules de métal sont placées à la base de la flèche aux quatre coins du haut du clocher, ce qui lui donne son allure si caractéristique dans le ciel de Lübeck.
Différentes chapelles sont fondées par des familles de bourgmestres qui en ont gardé la propriété jusqu'au XIXe siècle. La sacristie au sud-est date du début du XVe siècle. Les ornements représentant des coquilles rappellent le pèlerinage de Compostelle. La chapelle sud de la tour était autrefois celle où l'on chantait le petit office de la Sainte Vierge (Marientide en bas-allemand).
La flèche du transept date du XVIIe siècle et remplace une autre de la fin du XVe siècle.
Les fresques médiévales ont été redécouvertes et restaurées au XIXe siècle.
L'église Saint-Jacques est un des rares bâtiments historiques de la ville à ne pas avoir été touché pendant le bombardement de Lübeck du dimanche des Rameaux 1942. Elle possède donc les deux derniers orgues historiques de la ville.

## Intérieur

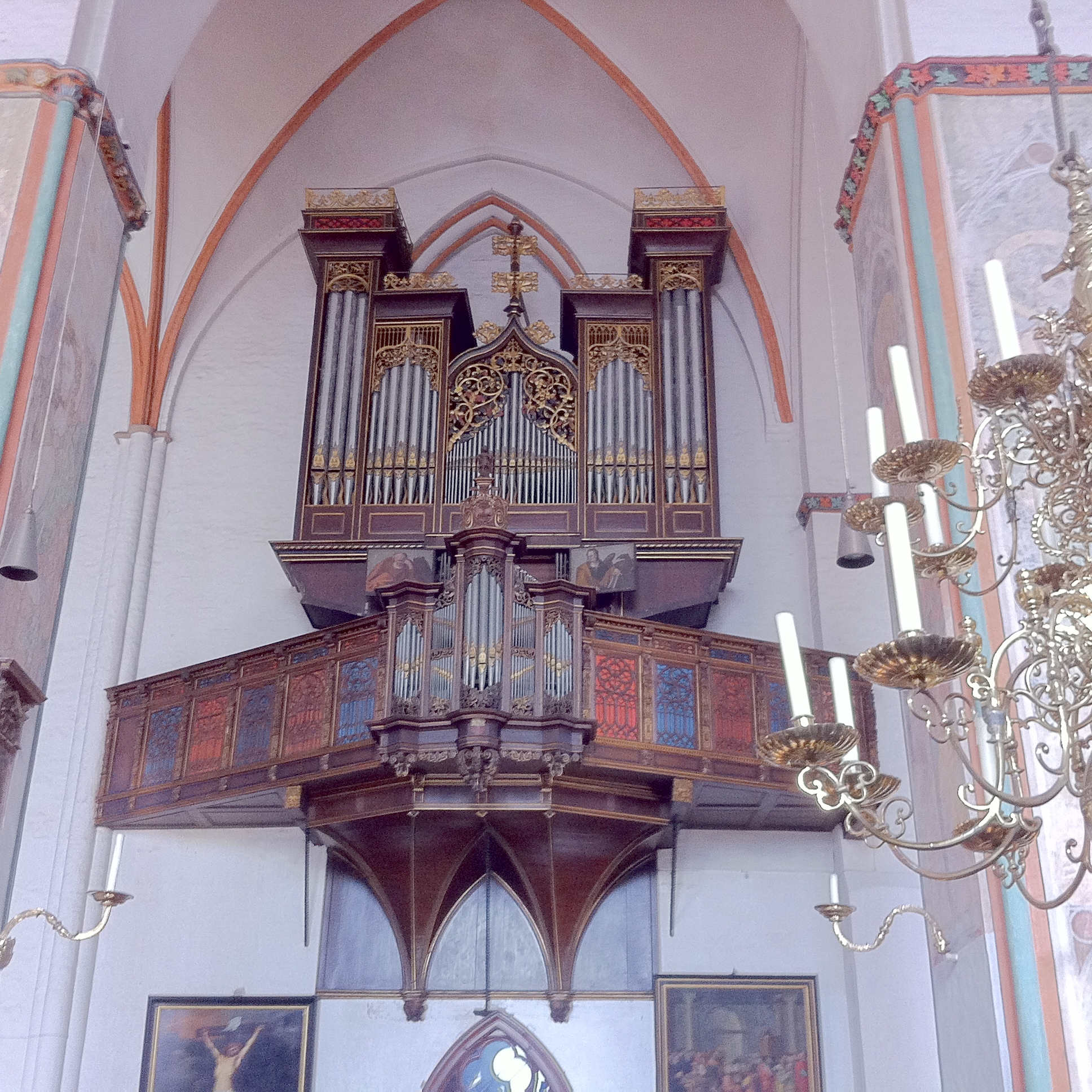
Lübeck Eglise Saint Jacques Petit Orgue en nid d'hirondelle

L'église est richement décorée. La chaire baroque date de 1698 et le maître-autel de 1777. Ce dernier est l'œuvre de Hieronymus Hassenberg. Il remplace un autel de 1577 qui se trouve depuis 1737 à l'église Saint-Thomas de Tribsees. Le retable du maître-autel, sous forme de triptyque de style gothique tardif, date de 1435, et se trouve aujourd'hui à la collection médiévale du musée d'État de Schwerin et exposé au château de Güstrow (de). Les fonts baptismaux sont sculptés par Klaus Grude en 1466.
L'autel de Brömse, dans la chapelle du même nom au sud, est bâti sur les fonds du bourgmestre Heinrich Brömse (1440-1502) en 1515. Le bas-relief du milieu est d'Heinrich Brabender. La représentation de la famille Brömse sur les panneaux latéraux date de 1515. La famille Brömse reste en possession de cette chapelle jusqu'en 1826.
L'orgue du mur occidental date de l'époque gothique, mais est maintes fois agrandi depuis l'époque baroque.
Le petit orgue, plaqué sur le mur Nord, en "Nid d'Hirondelle", date de 1467 et est reconstruit par Friedrich Stellwagen en 1636-1637.

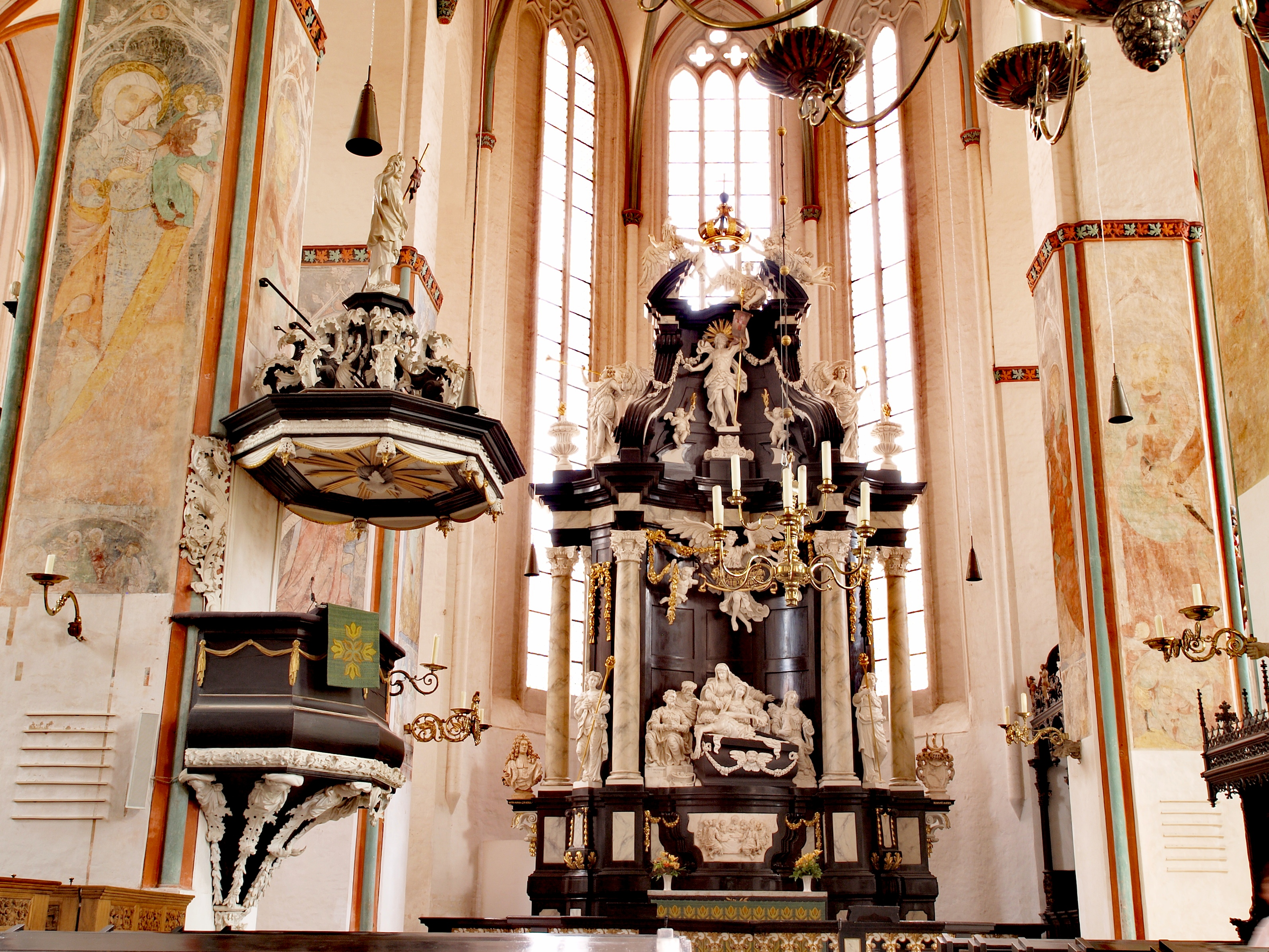
Vue de la chaire et de l'autel

## Références

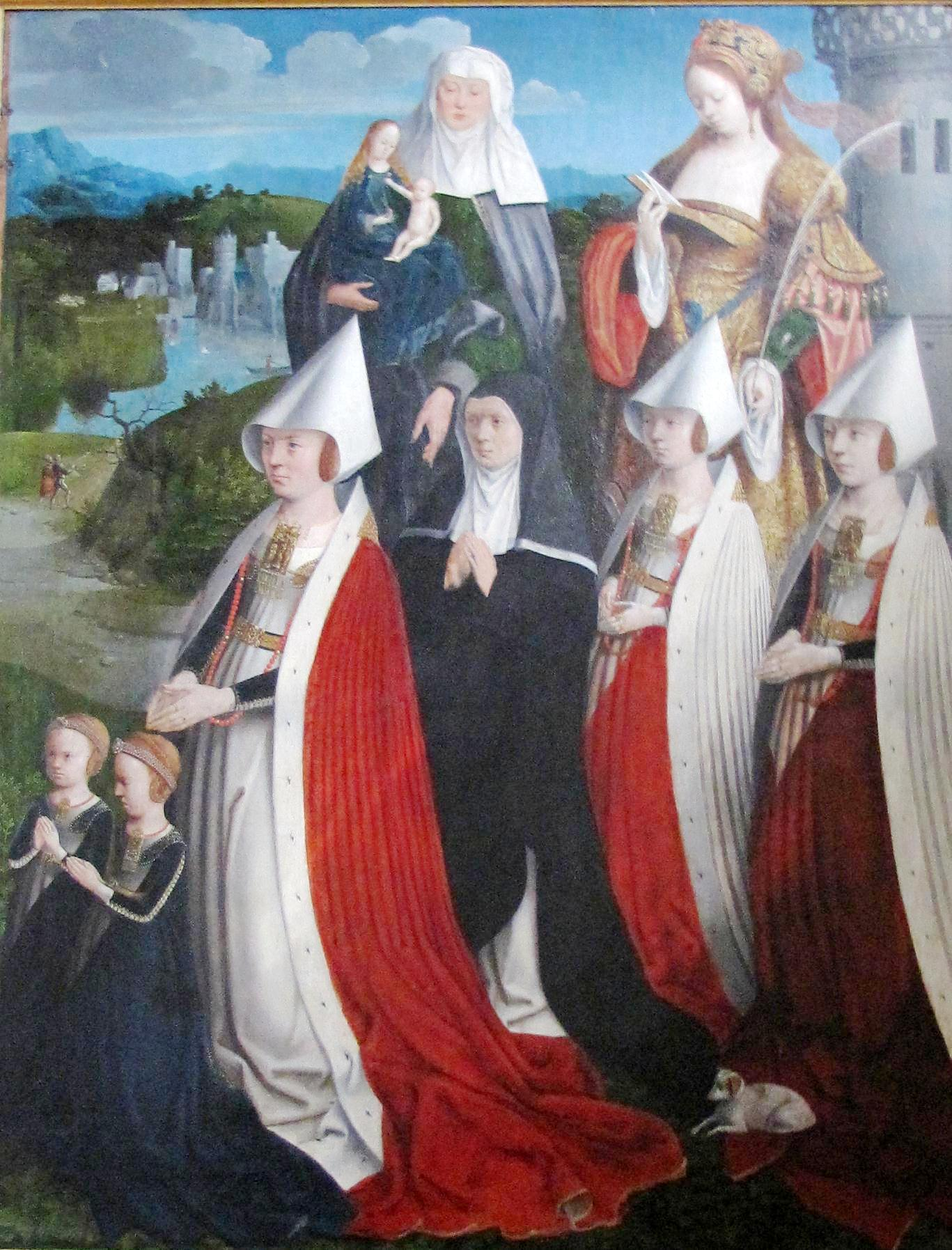
L'épouse et les filles de la famille Brömse, panneau droit du triptyque de la chapelle Brömse, début du XVIe siècle

## Source
- (de) Cet article est partiellement ou en totalité issu de l’article de Wikipédia en allemand intitulé « Jakobikirche (Lübeck) » (voir la liste des auteurs).